# Гадсден, Джеймс
Джеймс Гадсден (15 мая 1788 — 26 декабря 1858) — американский дипломат, посланник США в Мексике. Заключил с последней в 1853 году названный его именем договор об уступке Соединенным Штатам 40 миллионов акров мексиканских земель в южной Калифорнии за 20 миллионов пиастров.
Родился в Чарлстоне (штат Южная Каролина).

Получил высшее образование в Йельском университете в 1806 году, после чего стал торговцем в своём родном городе; во время войны 1812—1815 годов служил в регулярной армии США в качестве лейтенанта инженерных войск. В 1818 году в звании капитана участвовал в войне против семинолов, будучи помощником в штабе генерала Эндрю Джексона. В октябре 1820 года стал главным инспектором Южной дивизии в звании полковника и в этом ранге участвовал в занятии Флориды после её приобретения США.
С августа 1821 до марта 1822 года был генерал-адъютантом, но его назначение не было подтверждено Сенатом. Оставил армию и стал плантатором во Флориде. Работал в Сенате штата и в должности федерального комиссара руководил в 1823 году выселением индейцев-семинолов в южную Флориду. В 1832 году подписал с семинолами Договор при Пейнс-Лендинг, который предусматривало их выселение в течение трёх лет в земли, ныне являющиеся территорией штата Оклахома. Однако семинолы отказались переселяться, в результате чего вновь начались военные действия. Во время Второй семинольской войны был генералом-квартермейстером флоридских добровольцев с февраля по апрель 1836 года.
Возвратившись в Южную Каролину, стал плантатором, выращивавшим рис, и президентом железнодорожной компании Южной Каролины.
В 1853 году президент Франклин Пирс назначил его посланником в Мексике, с которой он договорился о так называемой «покупке Гадсдена» (договор о ней был подписан 30 декабря 1853), которая дала Соединённым Штатам свободу транзита для почты, товаров и войск через Теуантепекский перешеек и предусматривала изменение границы, установленной договором Гуадалупе-Идальго, передавая Соединённым Штатам 45,535 м² земли, также известный как «Покупка Гадсдена», на территории между современными Нью-Мексико и Аризоной.
Следует отметить, что первоначально Гадсден намеревался выкупить у Мексики гораздо большую территорию: кроме указанного, ещё полностью штаты Чиуауа (247 087 км²), Сонора (184 934 км²), а также Нижнюю (70 113 км²) и Южную Нижнюю Калифорнию (73 677 км²), т.е. ещё 575 881 км² (в сумме — 31,5% мексиканской территории).
Кроме того, статья XI договора Гуадалупе-Идальго, которая обязывала Соединённые Штаты предотвращать вторжения индейцев из Соединённых Штатов в Мексику и освобождать мексиканских пленников, захваченных этими индейцами, была аннулирована.
Общая сумма выплат США Мексике составила в 10 млн долларов. 30 июня 1854 года соглашение было ратифицировано обеими сторонами, но немного изменено Сенатом. После этого установилась поныне существующая государственная граница между этими странами.

Вскоре после подписания договора Гадсден ушёл со своей должности.
Умер в родном Чарлстоне в 1858 году.